# Union Mill
Union Mill az Amerikai Egyesült Államok északnyugati részén, Washington állam Thurston megyéjében elhelyezkedő önkormányzat nélküli település.
Union Mill postahivatala 1911 és 1931 között működött. Az 1901-ben alapított település nevét a Union Mills fűrészüzemről kapta.

## Fordítás
- Ez a szócikk részben vagy egészben  az   Union Mill, Washington című angol Wikipédia-szócikk ezen változatának fordításán alapul.  Az eredeti cikk szerkesztőit annak laptörténete sorolja fel. Ez a jelzés csupán a megfogalmazás eredetét és a szerzői jogokat jelzi, nem szolgál a cikkben szereplő információk forrásmegjelöléseként.